# Timur Kapadze
Timur Kapadze (georgiska: თემურ კაპაძე, Temur Kapadze, uzbekiska: Тимур Кападзе, Timur Kapadze, ryska: Тимур Тахирович Кападзе, Timur Tachirovitj Kapadze), född 5 september 1981 i Farg'ona, är en uzbekisk fotbollsspelare med georgiskt (meschetiskt) påbrå. Kapadze spelar för närvarande för den uzbekiska Olij Liga-klubben Lokomotiv Tashkent FK. Han innehar även rekordet i antal landskamper för Uzbekistan genom sina 119 stycken sedan 2002.

## Karriär

### Klubbkarriär
Kapadze inledde sin karriär i hemstaden Farg'onas bästa fotbollsklubb, Nefttji Farg'ona, år 1998. 2002 flyttade han till storklubben Pachtakor Tasjkent, som året innan slutat tvåa uzbekiska Olij Liga samt vunnit den uzbekiska cupen. Efter att Kapadze kommit till klubben var han med och vann den uzbekiska ligan under varje år i klubben då klubben vann ligan sex gånger i rad mellan 2002 och 2007. Kapadze har även gjort mål de klassiska uzbekiska matcherna mellan Pachtakor och Nefttji Farg'ona. Med Pachtakor vann Kapadze även den uzbekiska cupen under varje år han spelade i klubber (sex gånger). 2003 och 2004 nådde klubben även semifinal av AFC Champions League. Efter sex framgångsrika säsonger i Pachtakor lämnade Kapadze klubben år 2008 för att gå till Bunjodkor i samma liga. Även i Bunjodkor vann han den uzbekiska ligan under varje säsong han spelade i klubben. Dessutom vann man den uzbekiska cupen 2008. 
Efter tre säsonger i Bunjodkor flyttade han år 2011 till den sydkoreanska klubben Incheon United i K-League. Han spelade i klubben under en säsong och var en av klubbens bästa spelare i ligan innan han 2012 köptes till klubben Al Sharjah i Förenade Arabemiraten. Kapadzes tid i Al Sharjah blev kortvarig och under sommartransferfönstret flyttade han till den kazakiska klubben Aktobe tillsammans med sin landslagskollega Aleksandr Gejnrich.

### Internationell karriär

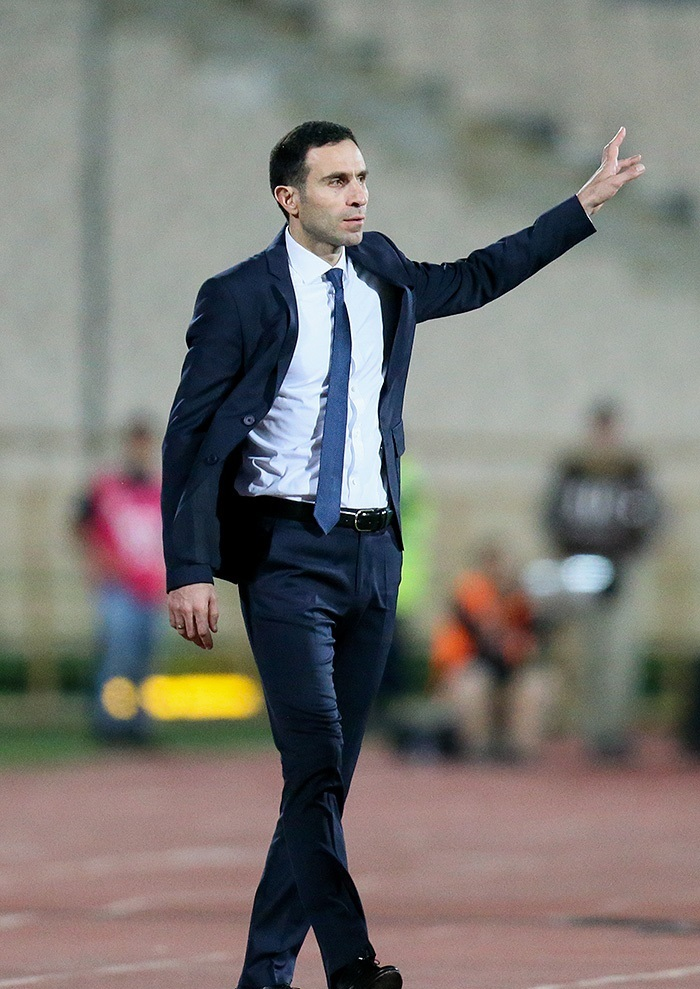
Kapadze (2018)

Kapadze debuterade för Uzbekistans herrlandslag i fotboll i en vänskapsmatch mot Slovakien den 14 maj 2002. Han spelade elva matcher i kvalet till världsmästerskapet i fotboll 2006 och tio i kvalet till världsmästerskapet i fotboll 2010.
Kapadze har även spelat i asiatiska mästerskapet i fotboll. Vid det asiatiska mästerskapet i fotboll 2007 gjorde han två mål på två matcher: ett mot Malaysia (som Uzbekistan vann med 5–0) och ett mot Kina (vinst med 3–0 totalt). Vid det asiatiska mästerskapet i fotboll 2011 spelade Kapadze i lagets alla sex matcher. 
Kapadze innehar för närvarande rekordet i antal spelade matcher för Uzbekistans herrlandslag på 119 stycken (per den 22 januari 2015). Han har även gjort 10 mål i landslaget sedan debuten i maj 2002.

## Prestationer

### Klubb
- Olij Liga-mästare (9): 2002, 2003, 2004, 2005, 2006, 2007, 2008, 2009, 2010
- Vinnare av uzbekiska cupen (7): 2002, 2003, 2004, 2005, 2006, 2007, 2008
- Vinnare av OSS-cupen (1): 2007
- Semifinalist i AFC Champions League (3): 2003, 2004, 2008

## Statistik

### Internationella mål
| Nr | Datum            | Plats                                            | Motstånd         | Mål | Resultat | Tävling                          |
| -- | ---------------- | ------------------------------------------------ | ---------------- | --- | -------- | -------------------------------- |
| 1. | 17 november 2003 | Rajamangala-stadion, Bangkok, Thailand           | Tadzjikistan     | 3–0 | 4–1      | Asiatiska mästerskapet 2004      |
| 2. | 14 juli 2007     | Nationalstadion, Kuala Lumpur, Malaysia          | Malaysia         | 2–0 | 5–0      | Asiatiska mästerskapet 2007      |
| 3. | 18 juli 2007     | Shah Alam-stadion, Shah Alam, Malaysia           | Kina             | 2–0 | 3–0      | Asiatiska mästerskapet 2007      |
| 4. | 13 oktober 2007  | Pachtakor Markazij-stadion, Tasjkent, Uzbekistan | Kinesiska Taipei | 3–0 | 9–0      | VM-kval 2010                     |
| 5. | 26 mars 2008     | Pachtakor Markazij-stadion, Tasjkent, Uzbekistan | Saudiarabien     | 1–0 | 3–0      | VM-kval 2010                     |
| 6. | 2 juni 2008      | Nationalstadion, Singapore, Singapore            | Singapore        | 1–0 | 7–3      | VM-kval 2010                     |
| 7. | 18 november 2009 | Nationalstadion, Kuala Lumpur, Malaysia          | Malaysia         | 3–1 | 3–1      | Kval till asiatiska mästerskapet |
| 8. | 11 november 2011 | Pachtakor Markazij-stadion, Tasjkent, Uzbekistan | Nordkorea        | 1–0 | 1–0      | VM-kval 2014                     |